# Cantón de Hazebrouck-Norte
El cantón de Hazebrouck-Norte era una división administrativa francesa, que estaba situada en el departamento de Norte y la región de Norte-Paso de Calais.

## Composición
El cantón estaba formado por nueve comunas, más una fracción de la comuna que le daba su nombre:
- Blaringhem
- Caëstre
- Ebblinghem
- Hondeghem
- Hazebrouck (fracción)
- Lynde
- Renescure
- Sercus
- Staple
- Wallon-Cappel

## Supresión del cantón de Hazebrouck-Norte
En aplicación del Decreto nº 2014-167 de 17 de febrero de 2014, el cantón de Hazebrouck-Norte fue suprimido el 22 de marzo de 2015 y sus 10 comunas pasaron a formar parte siete del nuevo cantón de Hazebrouck y tres del nuevo cantón de Bailleul.